# Nobutaka Suzuki
Nobutaka Suzuki (鈴木 伸貴 Suzuki Nobutaka?, nacido el 12 de septiembre de 1983 en Saitama) es un exfutbolista japonés. Jugaba de defensa y su último club fue el Phitsanulok FC.

## Trayectoria

### Clubes
| Club               | País      | Año         |
| ------------------ | --------- | ----------- |
| Saarbrücken        | Alemania  | 2002 - 2005 |
| Eintracht Tréveris | Alemania  | 2005 - 2006 |
| Shonan Bellmare    | Japón     | 2007 - 2010 |
| Gainare Tottori    | Japón     | 2011 - 2012 |
| FC Kagoshima       | Japón     | 2013        |
| Samut Songkhram FC | Tailandia | 2014        |
| Phitsanulok FC     | Tailandia | 2014        |

## Estadística de carrera

### J. League
| Club            | Año   | J. League | J. League | Copa J. League | Copa J. League | Total | Total |
| Club            | Año   | Part.     | Goles     | Part.          | Goles          | Part. | Goles |
| --------------- | ----- | --------- | --------- | -------------- | -------------- | ----- | ----- |
| Shonan Bellmare | 2007  | 9         | 0         | -              | -              | 9     | 0     |
| Shonan Bellmare | 2008  | 33        | 1         | -              | -              | 33    | 1     |
| Shonan Bellmare | 2009  | 12        | 0         | -              | -              | 12    | 0     |
| Shonan Bellmare | 2010  | 5         | 0         | 0              | 0              | 5     | 0     |
| Gainare Tottori | 2011  | 7         | 0         | -              | -              | 7     | 0     |
| Gainare Tottori | 2012  | 1         | 0         | -              | -              | 1     | 0     |
| Total           | Total | 67        | 1         | 0              | 0              | 67    | 1     |